# Katun (álbum)
Katun es el segundo álbum en estudio de la banda mexicana de death metal Hacavitz, publicado en 2007.

## Listado de pistas
| N.º | Título                                         | Duración |  |
| 1.  | «Regnum Satani (In League With Satan We Ride)» | 5:18     |  |
| 2.  | «Tenieblas - Tenochtitlan»                     | 7:35     |  |
| 3.  | «Motlatito yn Quetzalcoatl»                    | 2:56     |  |
| 4.  | «Summoning Self-Destruction»                   | 4:00     |  |
| 5.  | «Omitzhuicazquia Tezcatlipoca»                 | 3:52     |  |
| 6.  | «From Sin to Honour»                           | 5:48     |  |
| 7.  | «Ride thee Nebulah»                            | 4:19     |  |
| 8.  | «Ya Notsi de Huitzil»                          | 3:53     |  |
| 9.  | «Rex Funebre»                                  | 4:27     |  |
| 10. | «Serpents ov Smoke»                            | 5:46     |  |
| 11. | «Hunger of the Undead» (Dark Angel cover)      | 3:45     |  |

## Intérpretes
1. Antimo Buonnano - guitarra, bajo, voz
2. Oscar Garcia - batería, percusión

- Datos: Q290595